# Nezumia duodecim
Nezumia duodecim és una espècie de peix de la família dels macrúrids i de l'ordre dels gadiformes.

## Morfologia
- Els mascles poden assolir 25 cm de llargària total.[5][6]

## Alimentació
Menja, principalment, copèpodes i poliquets, i, en segon terme, altres crustacis i alguns peixos.

## Hàbitat
És un peix d'aigües profundes que viu entre 329-1261 m de fondària, tot i que, normalment, ho fa entre 400-500.

## Distribució geogràfica
Es troba des del golf de Guinea fins a Angola.